# ТЭЦ Глогув
ТЭЦ Глогув (ЭС-3) – теплоэлектроцентраль в одноименном городе на юго-западе Польши.
Энергетический объект на площадке медеплавильного завода в Глогуве в 1971–1972 годах был оснащен двумя водогрейными котлами WR-25 (WLM-25) мощностью по 29 МВт и тремя паровыми котлами OR-32. От последних, в частности, питались две запущенные в 1973 и 1974 годах теплофикационные турбины мощностью 13,75 МВт и 10,2 МВт. В 1975–1977 годах стали действовать еще четыре котла OR-32 и конденсационная турбина мощностью 25,6 МВт. Все эти котлы были рассчитаны на сжигание угля, кроме того, в 1975 и 1976 годах стали действовать два объекта типа ORG-32, которые использовали низкокалорийный пічний газ, образующийся при плавке рудного концентрата. Наконец, в 1980 году добавили один мазутный водогрейный котел PTWM-50.
В 2014 году на станции построили парогазовый энергоблок комбинированного цикла мощностью 42 МВт. Его оснастили двумя газовыми турбинами Turbomach Titan 130 мощностью по 14,7 МВт, которые через котлы-утилизаторы Aalborg питают одну паровую турбину Siemens мощностью 12,6 МВт. Помимо производства электроэнергии, блок способен поставлять 40 МВт тепловой энергии. В качестве топлива он использует природный газ с высоким содержанием азота из месторождения.
Кроме того, по состоянию на 2017 год в работе оставалось пять OR-32, оба ORG-32 и один WR-25, а из старых турбин работали две с показателями 13,7 МВт и 25,6 МВт.
Помимо обеспечения потребностей металлургического производства, ТЭЦ поставляет тепло для системы центрального отопления Глогува.